# Kirche Ebersbach/Sa.

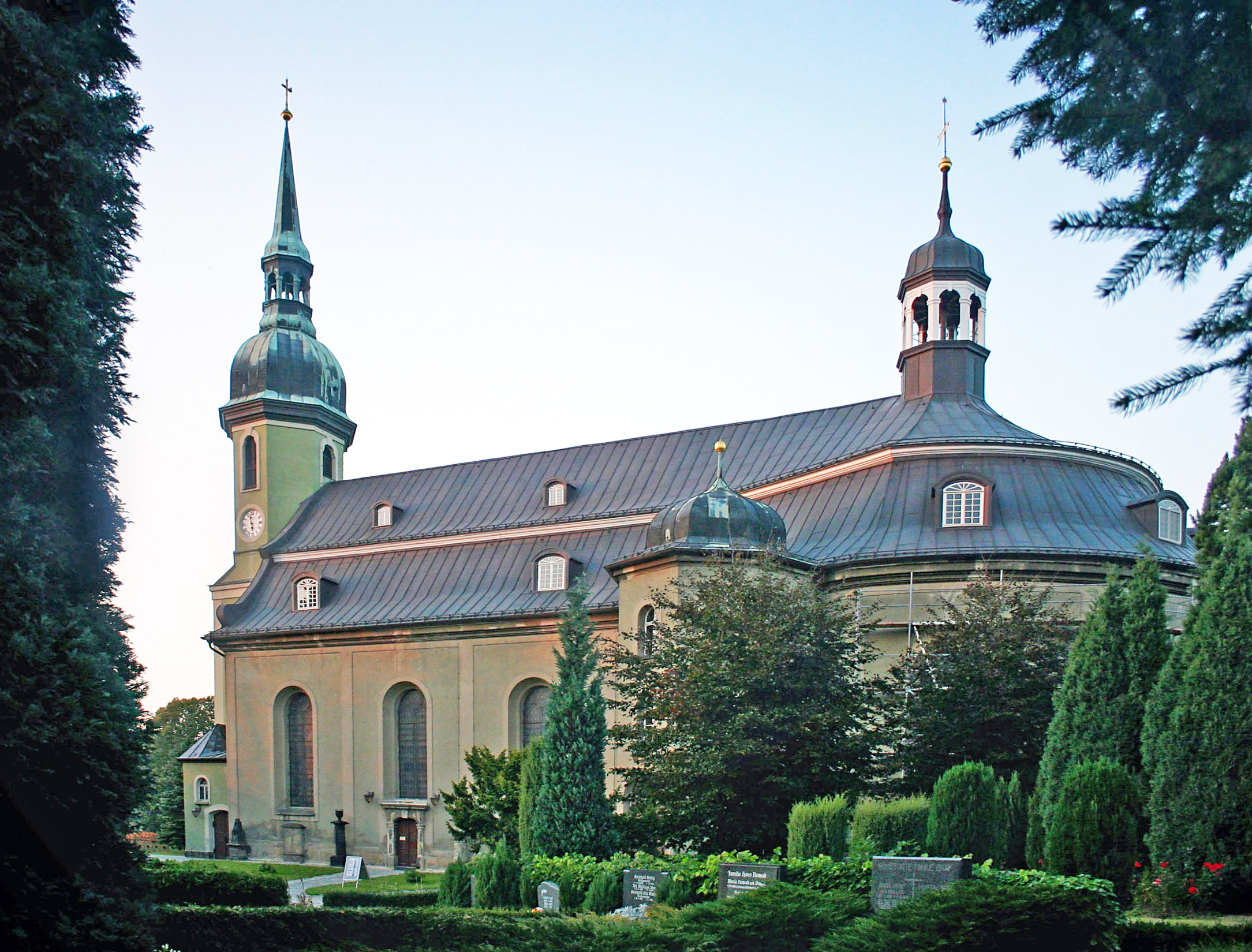
Evangelische Kirche in Ebersbach/Sachsen (2005)

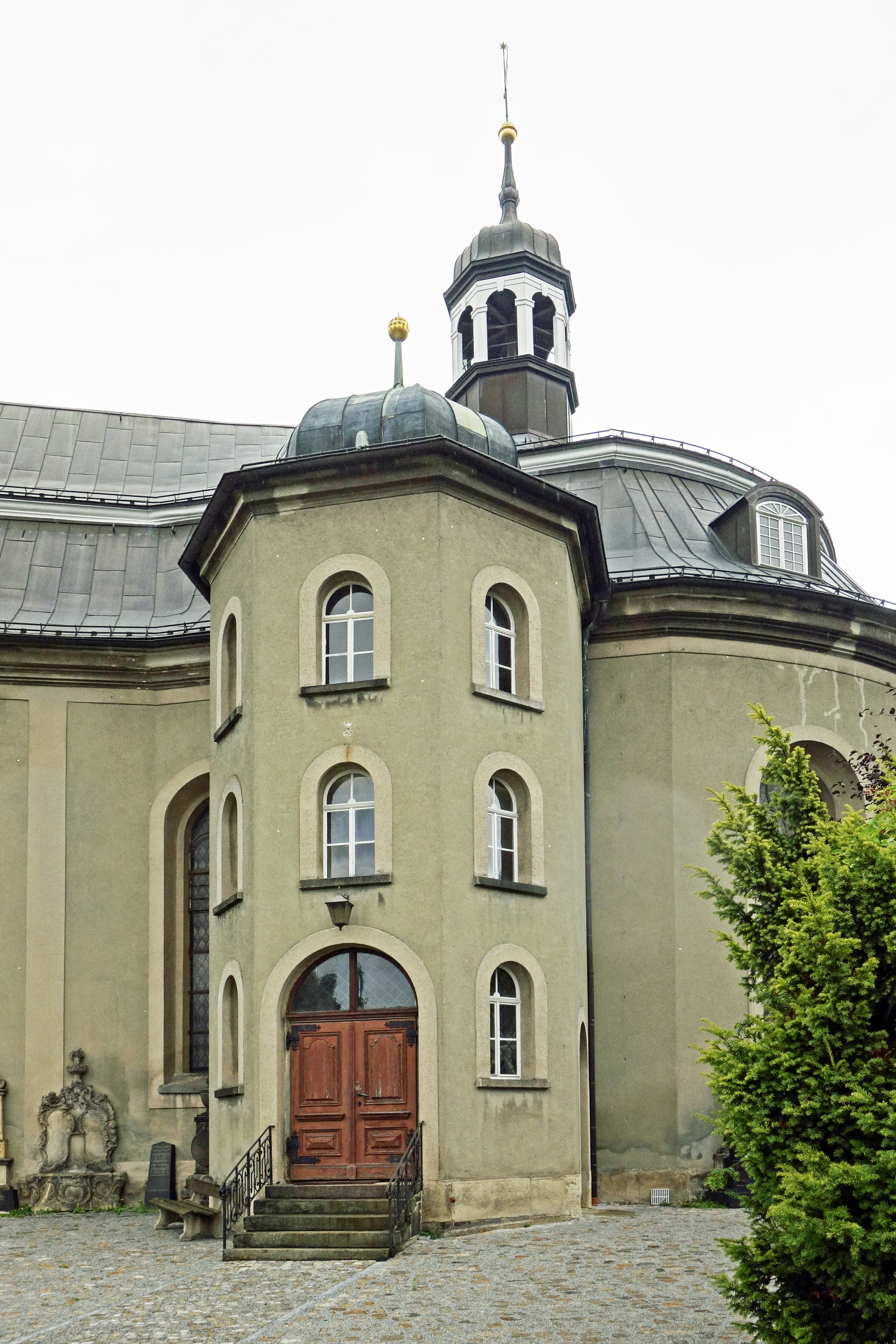
Anbau an der Südseite

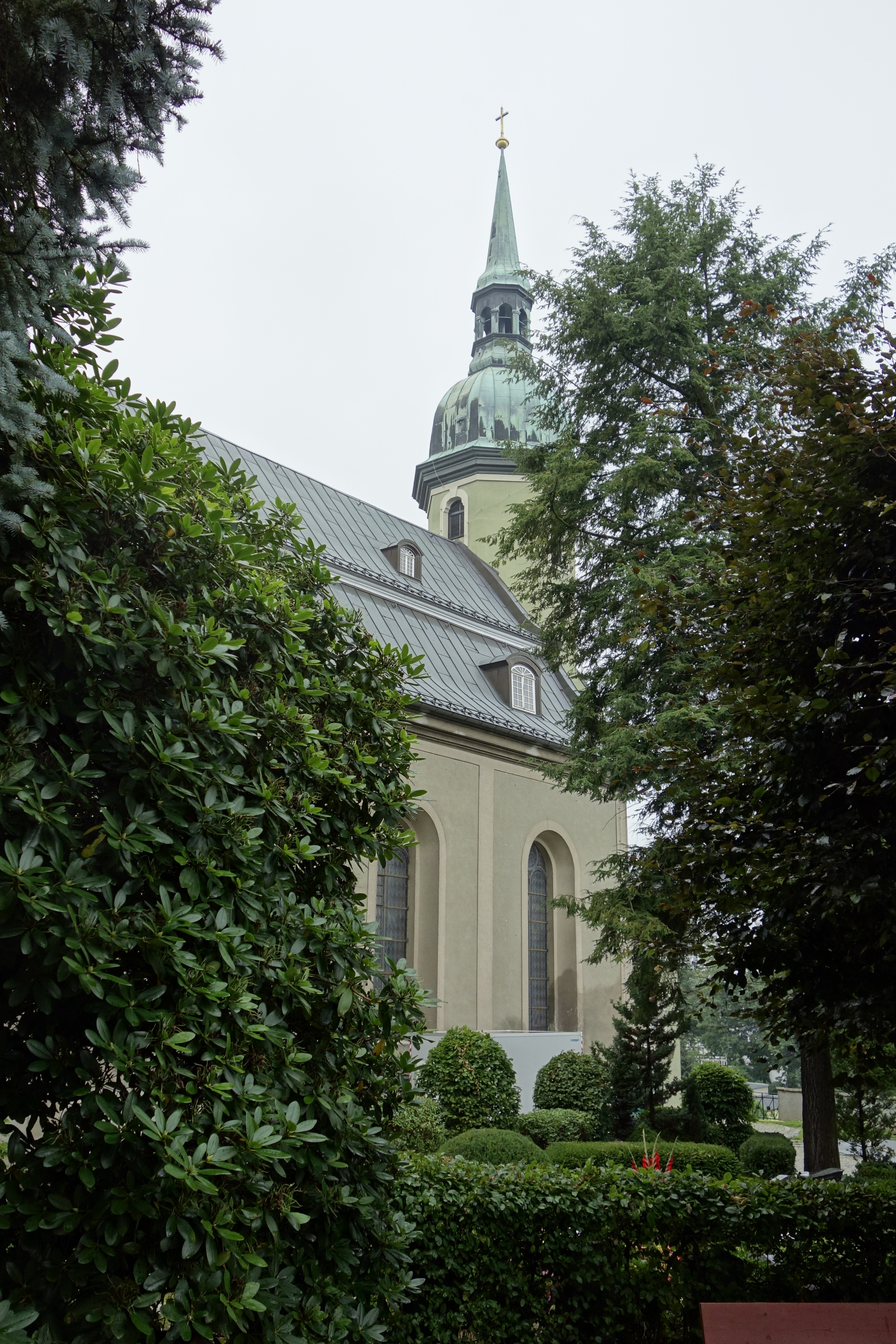
Nordostansicht

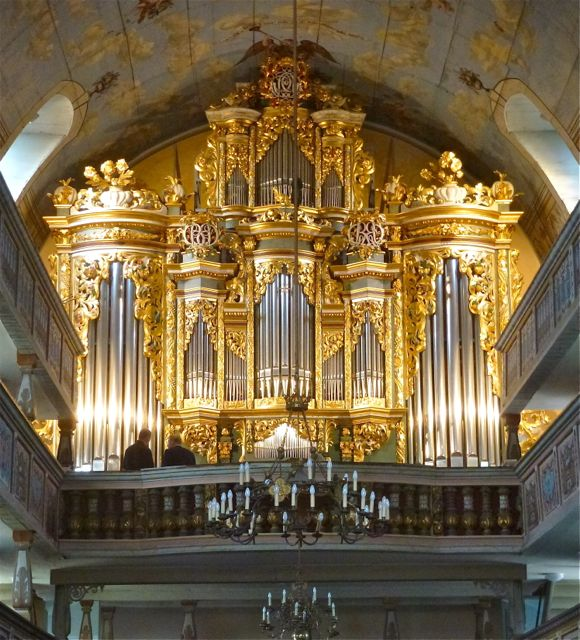
Orgelprospekt

Die evangelische Kirche Ebersbach/Sa. ist eine barocke Saalkirche im Ortsteil Ebersbach/Sa. von Ebersbach-Neugersdorf im Landkreis Görlitz in Sachsen. Sie gehört zum Kirchspiel Oberes Spreetal im Kirchenbezirk Löbau-Zittau der Evangelisch-Lutherischen Landeskirche Sachsens.

## Geschichte und Architektur
Die Kirche in Ebersbach ist ein stattliches Bauwerk, das aus einem langgestreckten Saal mit einem östlich anschließenden elliptischen Saal besteht. Der westliche Saalbau entstand 1682, der östliche wurde in den Jahren 1726–1733 angeblich durch einen unbekannten italienischen Baumeister erbaut. Im Jahr 1901 wurde der 1872 abgetragene Dachreiter des Rundbaus wieder aufgebaut; im Jahr 1933 wurde eine Restaurierung durchgeführt.
Das Bauwerk ist ein verputzter Bruchsteinbau mit Putzgliederung und Rundbogenfenstern. Im Osten wurde eine kleine runde Sakristei angebaut. Im Süden des Erweiterungsbauwerks ist ein Eingangsbauwerk mit achteckigem Grundriss angeordnet. Das einem Mansarddach ähnliche Dach ist mit segmentbogigen Fenstern, der Dachreiter im Osten auf achteckigem Grundriss mit Trommel, Laterne und geschweifter Haube ausgestaltet.
Der Westturm von 1682 zeigt im unteren Teil einen quadratischen, im oberen einen achteckigen Grundriss; der Abschluss stammt von 1901. An der Südseite des Westbaus ist ein Portal mit Korbbogen und seitlichen Pfeilern angeordnet, das im weit ausladenden Gesims einen Schlussstein mit Bibelspruch trägt.
Der Saal ist mit einem hölzernen Tonnengewölbe abgeschlossen, das sich im Osten weitet und kuppelartig abschließt. Umlaufende, reich gestaltete Emporen ruhen auf ausbauchenden, gefassten, hölzernen Vierkantpfeilern, an der Nord- und Südseite sowie im östlichen Teil dreigeschossig, an der Westseite zweigeschossig, im oberen Geschoss 1885 halbrund vorgezogen. An den unteren Emporenbrüstungen des Saals sind Bibelillustrationen des Alten und Neuen Testaments zu sehen, an denen der Osterweiterung christliche Emblemata, beide mit Reimsprüchen versehen und datiert 1733.
Beachtenswerte barocke Malereien wurden von Gottfried Weise 1733 geschaffen. In der Tonne des Saales finden sich über einem, die Mauer abschließenden, steinimitierenden Gesims Darstellungen von Wolken, Engeln und den Allegorien von Glaube und Liebe, in der Mitte der Osterweiterung ein Auge der Vorsehung mit umgebenden Wolken- und Engelsgruppen.

## Ausstattung
Der prachtvolle Ziboriumsaltar wurde 1787 geschaffen. Umgeben wird der Altar von vier, im Halbrund stehenden Säulen, die ein kräftig profiliertes Gesims tragen, darüber sind vier geschweifte Bögen mit Akanthusranken, die das Ziborium bilden. Der Altar ist mit zwei seitlichen, übereck gestellten Pilastern gegliedert, darüber befindet sich ein rundbogiger Abschluss. Als Altarbild dient ein gefasstes, 1787 datiertes Stuckrelief mit der Darstellung Christi am Ölberg, allegorische Figuren der Liebe und des Glaubens über den seitlichen Durchgängen zur Sakristei. Die hölzerne, sechseckige, auf 1788 datierte Kanzel steht an der Nordempore und ist am Korb mit Kanneluren versehen, der Schalldeckel mit Blattstab und Stoffgehängen, darüber sind kräftige Akanthusranken angebracht, als Abschluss eine Urne.
Der dreieckige Tauftisch aus Holz wird von karyatidenartigen Engelsfiguren gestützt, das Becken ist aus Zinn gefertigt und auf 1725 datiert.
Der überaus prachtvolle Prospekt der Orgel mit Akanthusranken, Fruchtschnüren, Vasen und Blüten wurde von Christoph Dressel in Zusammenarbeit mit dem Tischler Heinrich Prescher aus Zittau und dem Hofschnitzer Paul Hartmann aus Jena im Jahr 1685 geschaffen und 1738 aus der Zittauer Johanniskirche hierher versetzt.
Das Werk der Orgel ist ein Neubau der Firma Eule Orgelbau aus dem Jahr 1994 mit 39 Registern auf zwei Manualen und Pedal.
Ein hölzernes Kruzifix an der Südempore wurde um 1700 geschaffen. Hinter dem Altar befindet sich ein Beichtstuhl mit stichbogenartig geführtem Gesims und korinthischen Pilastern.
An der Außenwand der Kirche sind mehrere Grabdenkmäler des 18. und 19. Jahrhunderts aufgestellt, darunter das Sandsteinepitaph für Johann Christoph Dreßler und seine Familie aus der Zeit um 1772. Der geschweifte, mit Rocaillen besetzte Sockel trägt zwei Inschriftentafeln in Rokokorahmen, darüber sind zwei kleine Engel und eine Urne als Abschluss angebracht.